# Helena Burgundská
Helena Burgundská (1080? – 28. února 1141) byla hraběnka z Toulouse, Tripolisu a Ponthieu.

## Život
Narodila se jako dcera Oda I. Burgundského a jeho manželky Sibyly Burgundské. V červnu 1095 byla provdána za Bertranda, zřejmě nemanželského syna hraběte Raimonda z Toulouse. Na podzim roku 1096 se Bertrand stal regentem otcova panství. Roku 1105 se stal hrabětem a titulu užíval do roku 1108, kdy se na kontinent vrátila vdova po jeho otci i se synem jako právoplatným dědicem. Bertrand se tehdy vydal se silným vojenským doprovodem získat dědictví ve Svaté zemi a Helena ho na této expedici, která v roce 1109 vyústila v obsazení Tripolisu, doprovázela. Krátce poté zemřel jejich synovec Vilém Jordan z Cerdagne na zranění a Bertrand získal nesporný nárok na Tripolis. Z hrabství ve Svaté zemi se nový hrabě dlouho netěšil. Zemřel v dubnu 1112 a dědicem se stal jediný syn Pons.
Ovdovělá Helena se vrátila do Francie, kde se v roce 1115 provdala za Viléma I. z Ponthieu. Manželství bylo velmi plodné. Zemřela 28. února 1141 a byla pohřbena v cisterciáckém opatství Perseigne v Neufchâtel-en-Saosnois.